# Champ de tir du polygone
Le champ de tir du Polygone est un champ de tir connu sous le nom de polygone de tir de Bourges installé en 1853. Initialement de 2 km, il sera largement agrandi ensuite, pour atteindre jusqu’à 35 km de long.

## Description
Le champ de tir de la DGA Techniques terrestres d'une superficie de 10 000 hectares s'étend des communes de Bourges à Flavigny sur 30 km pour 3 à 5 km de large et sert à l'expérimentation d'armes militaires.  
Ce centre comporte une zone pyrotechnique sur lequel peuvent être conduits plusieurs essais simultanément. Il y est réalisé  dans les années 2010 une moyenne de 500 essais par an pouvant aller chacun d’une durée de quatre à cinq jours. Des ateliers et des laboratoires complètent les installations. Les clients du centre sont principalement l’armée de terre françaises mais également les autres forces et une part non négligeable de clients privés. Pour ces derniers, le coût d’utilisation des moyens de l’État est de plusieurs centaines de milliers d’euros pour une séance de tir, et il y a des délais d’attente allant jusqu’à huit mois. 
Pendant la Première Guerre mondiale, des baraquements ont été construits en collaboration entre la France, particulièrement l'Office de reconstitution agricole, et la Croix-Rouge américaine pour accueillir des réfugiés des pays envahis. 